# Vladimír Sommer
Vladimír Sommer (28. února 1921 Dolní Jiřetín – 8. září 1997 Praha) byl český hudební skladatel.

## Životopis
Dětství strávil v Dolním Jiřetíně u Mostu. Otec mu zemřel v mládí. Spolu s matkou utekli před henleinovci ze Sudet. Část Druhé světové války strávil v německém pracovním táboře. Po studiu na konzervatoři (housle u Bedřicha Voldana, skladba u Karla Janečka) se stal jeho učitelem kompozice na Akademii múzických umění v Praze Pavel Bořkovec. Absolvoval v roce 1949 houslovým koncertem. Jeho komorní a orchestrální skladby však už tehdy narážely na komunistickou ideologii a byl jim vytýkán formalismus Aspiranturu na AMU nedokončil. Na této škole se však stal postupně odborným asistentem a docentem na katedře skladby. Od roku 1953 byl tzv. tvůrčím tajemníkem Svazu čs. skladatelů. Pracoval také jako redaktor hudební redakce zahraničního vysílání Československého rozhlasu. Posléze se stal profesorem hudební teorie na Filozofické fakultě Univerzity Karlovy v Praze.

## Osobní život
Jeho manželkou byla dokumentaristka Olga Sommerová, jeho syn Jakub Sommer je režisérem. Jeho dcera z třetího manželství Anna Sommerová je houslistka. Poprvé byl krátce ženat (10 let) s klavíristkou Mirkou Pokornou. 

## Dílo
Ve své tvorbě vycházel z díla klasiků 20. století, Sergeje Prokofjeva, Igora Stravinského, Arthura Honeggera či Dmitrije Šostakoviče. Záhy si však vytvořil vlastní osobitou hudební řeč. Základní tendence jeho tvoření směřovala k vyjádření závažných momentů lidské existence. Žádnou skladbu nepovažoval za stoprocentně uzavřenou a tomu se připisuje, proč jeho dílo není rozsáhlé.
Nevyhnul se společenské objednávce té doby. Řada jeho vokálních děl byla adresována mládežnickým souborům na čistě politickou objednávku. Za Kantátu o Gottwaldovi pro sólový bas, sbor a orchestr byl odměněn státní cenou. Z dnešního hlediska však jde o tvorbu okrajovou.
Jeho patrně nejvýznamnějším dílem je Vokální symfonie pro alt, recitátora, sbor a orchestr vzniklá v letech 1957 až 1959, ale provedena byla až v roce 1963. Velkou pozornost si také získaly jeho instrumentální koncerty. Houslový koncert g-moll byl absolventskou prací na závěr studia u P. Bořkovce. Klavírní koncert fis-moll pochází z roku 1952 a violoncelový z let 1956 až 1959. Věnoval se rovněž komorní tvorbě, z níž nejvýznamnější jsou dva smyčcové kvartety.
Širší veřejnosti je znám zejména svou hudbou pro film.

### Orchestrální skladby
- Koncert pro housle a orchestr g moll (1950)
- Antigona - předehra k Sofoklově tragédii pro velký orchestr (1957)
- Vokální symfonie pro alt, recitátora, sbor a orchestr (text: Franz Kafka, Fjodor Michajlovič Dostojevskij, Cesare Pavese, 1958)
- Symfonie pro smyčce (1977)
- Sinfonia da requiem (Vokální symfonie č. 2 pro sóla, sbor a orchestr, 1978)
- Koncert pro violoncello a orchestr (1979)
- Princ Bajaja (orchestrální suita, 1970)

### Komorní skladby
- Sonáta pro 2 housle (1948) nebo pro housle a violu
- Smyčcový kvartet d-moll (1955)
- Klavírní sonáta (1980)
- Smyčcový kvartet in h (1981)

### Vokální skladby
- Tři ženské sbory (slova František Halas, Jaroslav Seifert, lidová poezie)
- Je nám dobře na zemi (Cyklus dětských sborů s průvodem malého orchestru nebo klavíru na slova Františka Hrubína) (1955)
- Nové jaro (cyklus smíšených sborů, 1951)
- Sedm písní pro mezzosoprán a klavír (slova Alexandr Alexandrovič Blok a Rainer Maria Rilke, 1981)

### Filmová hudba
- Život na zámku (studentský film, 1998)
- Dvacátý devátý (1974)
- Zločin v Modré hvězdě (1973)
- Princ Bajaja (1971)
- Já, truchlivý Bůh (1969)
- Smrt za oponou (1966)
- Třiatřicet stříbrných křepelek (1964)
- Pršelo jim štěstí (1963)
- Dopis z fronty (1956)
- Posádka na štítě (1956)